# 1997-es UEFA-bajnokok ligája-döntő
Az 1997-es UEFA-bajnokok ligája-döntő az európai labdarúgó-klubcsapatok legrangosabb tornájának 5., jogelődjeivel együttvéve a 42. döntője volt. A mérkőzést 1997. május 28-án  a müncheni Olimpiai Stadionban játszották.
A döntőben a német Dortmund és a címvédő olasz Juventus találkozott. A mérkőzést a Dortmund nyerte meg 3–1-re és először nyert német csapat BL-t.
A döntőt Puhl Sándor vezette, akit az IFFHS ekkor már háromszor választott meg az év legjobb játékvezetőjének (1994–1996). Puhl a döntőt követően 1997-ben is elnyerte ezt címet.

## Összefoglalás
Paul Lambert beadása után Karl-Heinz Riedle szerezte meg a vezetést a Dortmund számára a mérkőzés 29. percében, majd rá 5 percre ismét Riedle volt eredményes: egy szöglet után szerzett fejes góllal növelve az előnyt. Az első félidőben az eredmény már nem változott, így 2–0-s dortmundi vezetéssel vonultak pihenőre a csapatok.
Aztán a második félidő 20. percében Alessandro Del Piero gyönyörű sarkalásos góljával szépített és ezzel visszahozta csapatát a mérkőzésbe. Reményeik azonban hamar elszálltak, mivel a 71. percben ismét gólt szerzett a Dortmund. A gólszerző ezúttal a 70. percben csereként beállt Lars Ricken volt, aki mindössze 16 másodperce tartózkodott a pályán, amikor is egy kiugratást követően az Andreas Möllertől kapott keresztlabdát átemelte Angelo Peruzzi fölött és végleg eldöntötte a kupa sorsát.

## A mérkőzés
| 1997. május 28. 20:30 |

| Borussia Dortmund         | 3–1               | Juventus      |
| ------------------------- | ----------------- | ------------- |
| Riedle 29' 34' Ricken 71' | (2–0) Jegyzőkönyv | Del Piero 65' |

| Olimpiai Stadion, München Nézőszám: 59 000 Játékvezető: Puhl Sándor (magyar) |

| Borussia Dortmund | Juventus |

| GK              | 1  | Stefan Klos            |
| SW              | 6  | Matthias Sammer (csk)  |
| CB              | 5  | Jürgen Kohler          |
| CB              | 16 | Martin Kree            |
| RWB             | 7  | Stefan Reuter          |
| LWB             | 17 | Jörg Heinrich          |
| CM              | 14 | Paul Lambert           |
| CM              | 19 | Paulo Sousa            |
| AM              | 10 | Andreas Möller 89'     |
| CF              | 13 | Karl-Heinz Riedle 67'  |
| CF              | 9  | Stéphane Chapuisat 70' |
| Cserék:         |    |                        |
| DF              | 12 | Wolfgang de Beer       |
| MF              | 18 | Lars Ricken 70'        |
| MF              | 8  | Michael Zorc 89'       |
| MF              | 23 | René Tretschok         |
| FW              | 11 | Heiko Herrlich 67'     |
| Vezetőedző:     |    |                        |
| Ottmar Hitzfeld |    |                        |

| GK             | 1  | Angelo Peruzzi (csk)     |
| RB             | 5  | Sergio Porrini 64'       |
| CB             | 2  | Ciro Ferrara             |
| CB             | 4  | Paolo Montero            |
| LB             | 13 | Mark Iuliano             |
| DM             | 14 | Didier Deschamps         |
| RM             | 7  | Angelo di Livio          |
| LM             | 18 | Vladimir Jugović         |
| AM             | 21 | Zinédine Zidane          |
| CF             | 9  | Alen Bokšić 88'          |
| CF             | 15 | Christian Vieri 73'      |
| Cserék:        |    |                          |
| GK             | 12 | Michaelangelo Rampulla   |
| DF             | 22 | Gianluca Pessotto        |
| MF             | 20 | Alessio Tacchinardi 88'  |
| FW             | 10 | Alessandro Del Piero 46' |
| FW             | 16 | Nicola Amoruso 73'       |
| Vezetőedző:    |    |                          |
| Marcello Lippi |    |                          |